# Pseudofossile

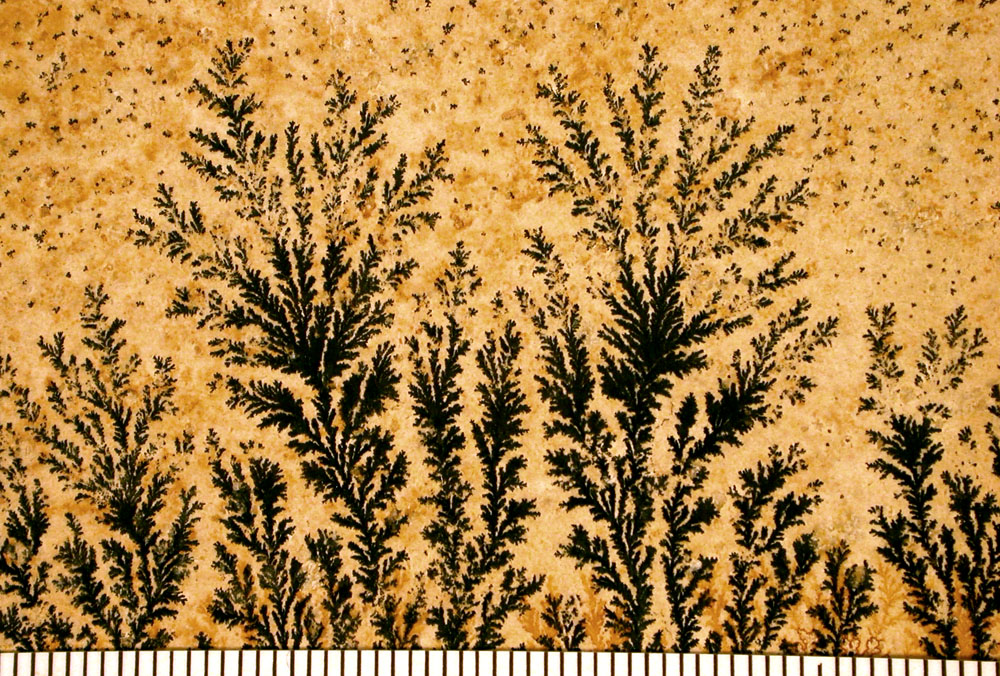
Ossido di manganese in formazioni dendritiche all'interno di una roccia calcarea. Scala in mm

Uno pseudofossile è un oggetto inorganico, un segno o una traccia che può essere interpretata come un fossile, sebbene in realtà si tratti solamente di formazioni cristalline o di altri fenomeni del tutto naturali, non generati pertanto da un qualsiasi processo di fossilizzazione.

## Composizione
Alcuni tipi di depositi minerali possono imitare forme di vita, spesso formando quelle che sembrano essere strutture altamente dettagliate o organizzate. Un esempio comune è l'ossido di manganese, che cristallizza in formazioni ad albero o dendritiche lungo le fratture della roccia. Si tratta, fra l'altro, di un processo molto comune in natura: la formazione di brina dendritica su una finestra, proveniente da vapore acqueo, è un esempio di questa crescita dei cristalli. Alcuni tipi di concrezioni sono a volte riconosciute come fossili e, occasionalmente, contengono a loro volta fossili, benché in genere non si tratta di fossili di sé stessi. Anche la selce in noduli di calcare può spesso assumere forme che assomigliano a fossili.

## Caratteristiche
Il realismo di molti pseudofossili, spesso davvero notevole, può essere fuorviante o condurre a considerazioni errate. Alcuni dischi di pirite o marcasite possono essere scambiati per fossili di Dendraster excentricus. Anche crepe, fratture o bolle di gas, naturalmente presenti nelle rocce, possono essere difficili da distinguere dai veri fossili. I campioni ai quali non può essere attribuito con certezza il valore di fossile o pseudofossile sono trattati come fossile dubbio.
La classificazione di un reperto come pseudofossile non è, infatti, sempre scontata o immediata: i dibattiti e le ricerche sui singoli esemplari possono rivelarsi lunghi e difficili. Ciò accadde, per esempio, per l'Eozoon canadense, pseudofossile simulante le strutture di tipo stromatolitico proprie di alcune alghe, raccolto a metà Ottocento nei terreni archeozoici del Canada. Ritenuto per quasi un secolo la più antica forma di vita in assoluto, si tratta invece di una complessa concrezione metamorfica di lamelle alternate di calcite bianca e di serpentino verde, attraversate da formazioni simili a canali ramificati. Strutture simili sono state successivamente trovate in blocchi di calcare espulso durante una eruzione del Vesuvio e, di conseguenza, si è potuta individuare l'origine dell'Eozoon nei processi fisici e chimici ad alta temperatura e pressione propri del metamorfismo, escludendo la provenienza organica. Il dibattito sull'interpretazione dell'Eozoon canadense è stato un episodio significativo nella storia della paleontologia e ancora oggi questo tipo di formazione viene presentata come classico esempio di pseudofossile.

## Esempi di pseudofossile

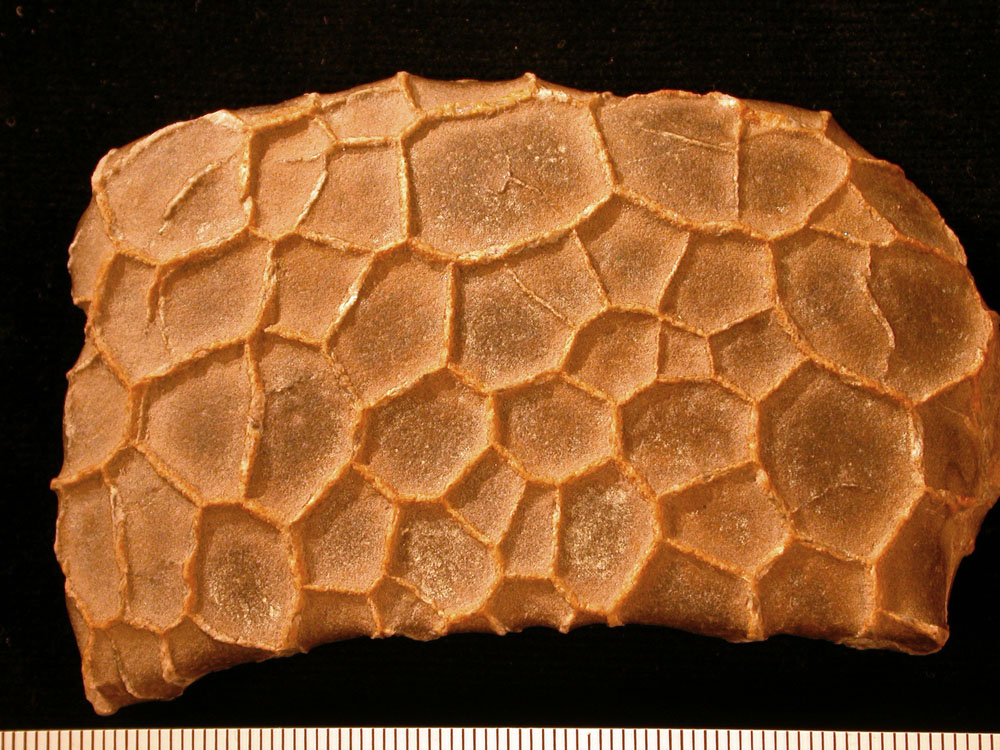
Concrezione di calcite simulante un'impronta fossile o altre formazioni organiche. Scala in mm
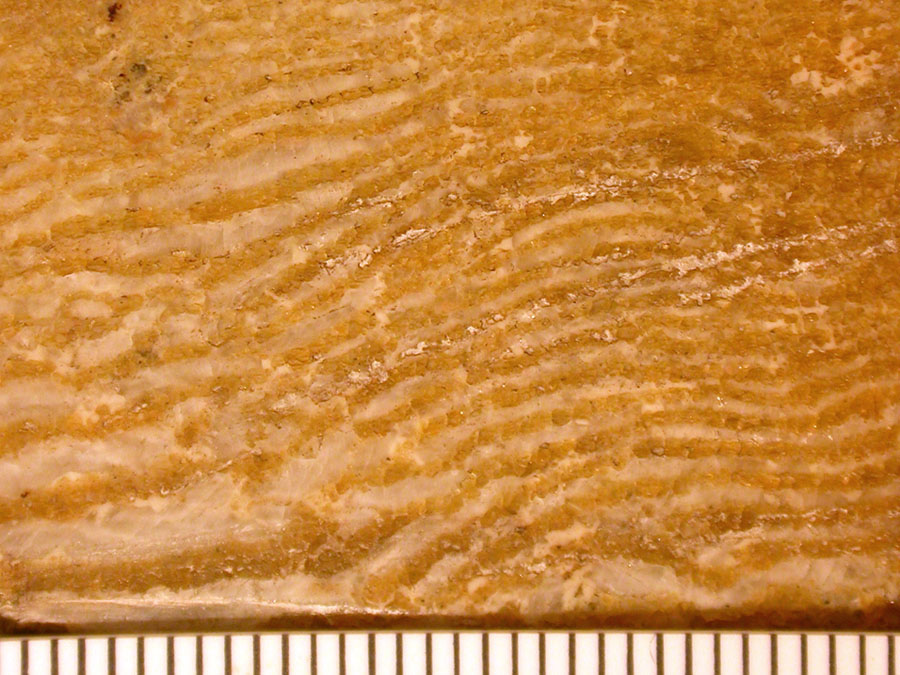
Eozoon canadense, ritenuto per quasi un secolo la più antica forma di vita conosciuta. Scala in mm
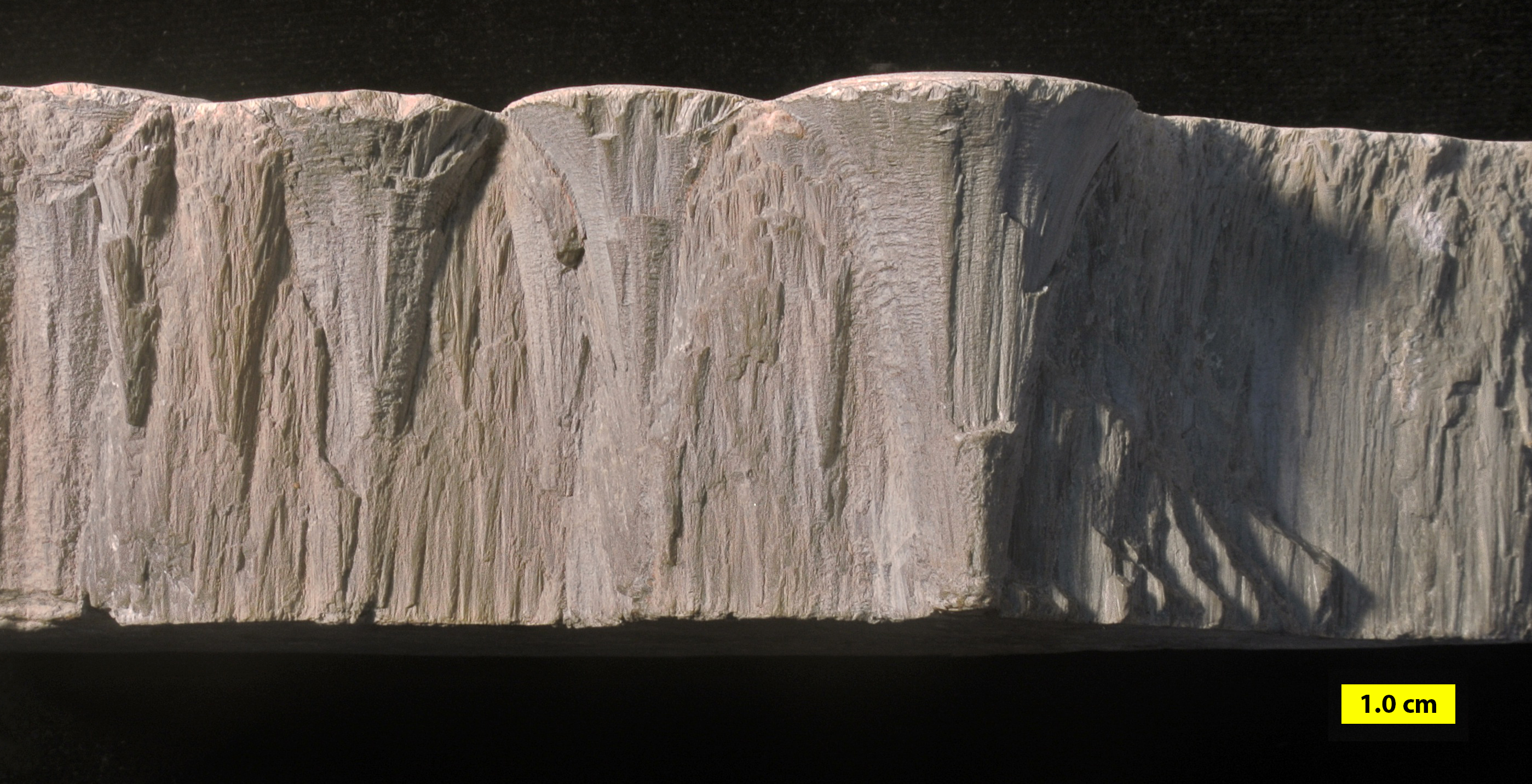
Fratture a cuneo prodotte per compressione di rocce calcaree, a volte scambiate per fossili. Scala in mm
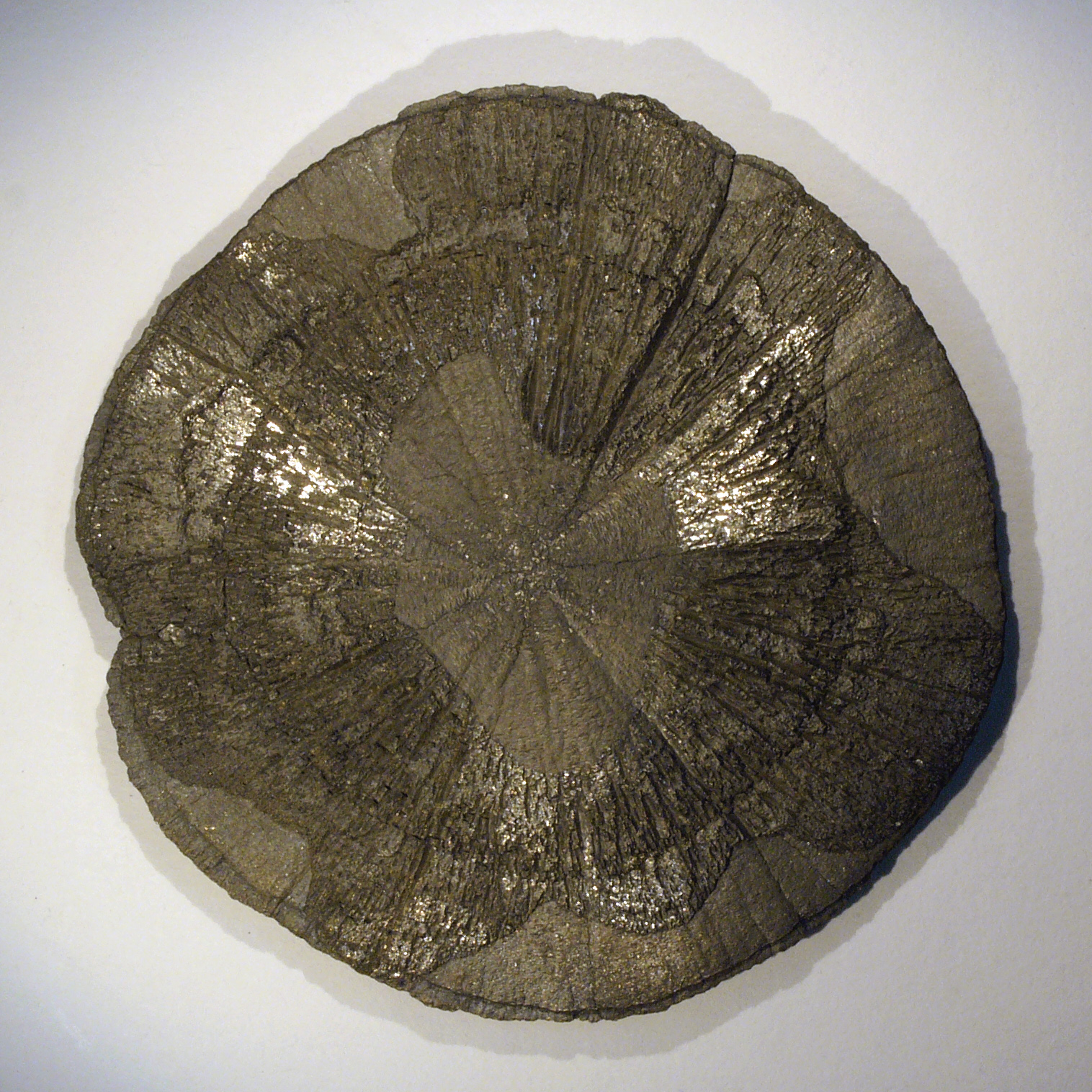
Marcasite interpretabile come fossile di Dendraster excentricus
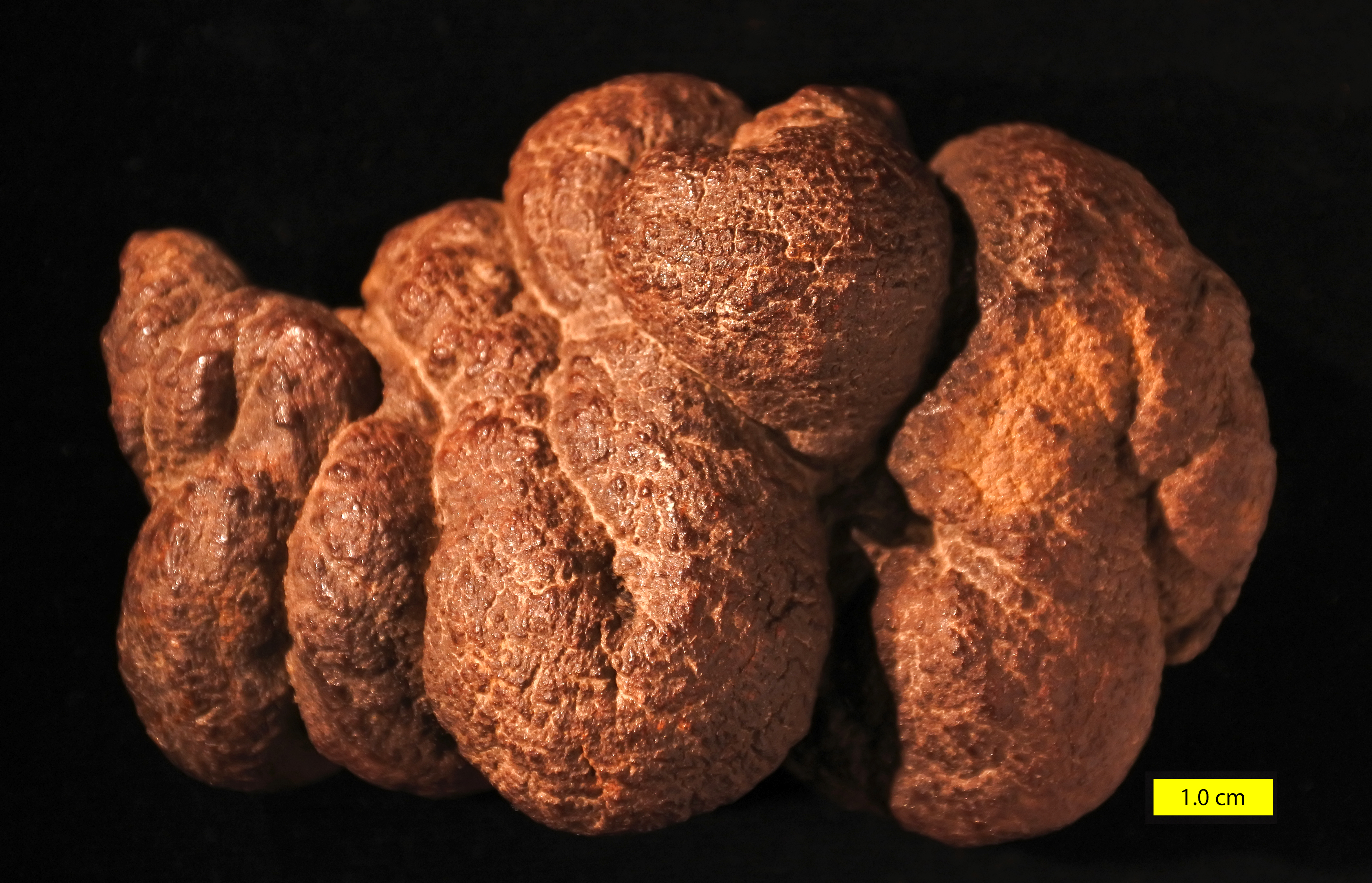
Pseudo coprolite del Miocene
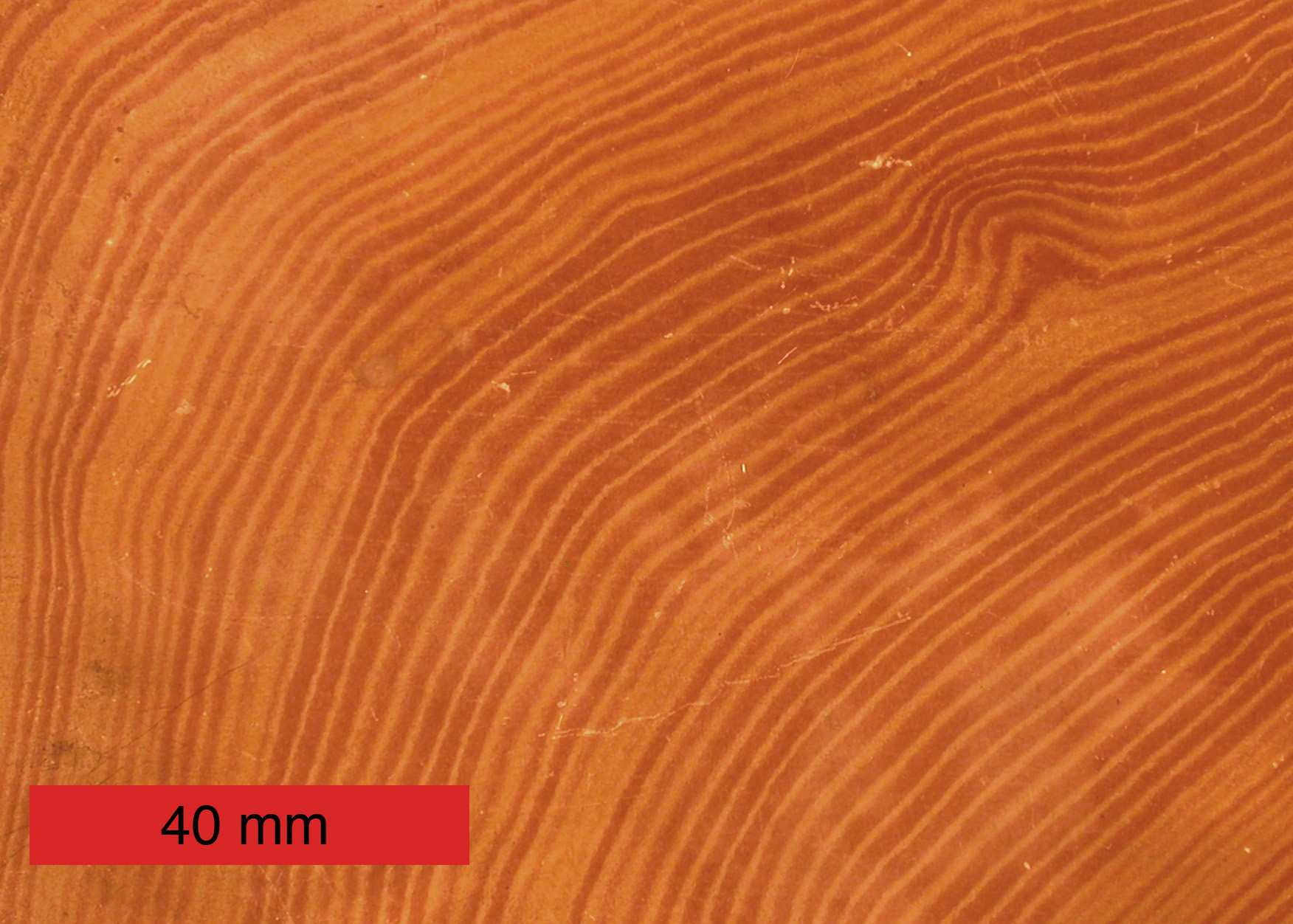
Sezione trasversale di una concrezione somigliante agli anelli di crescita del legno.